# Награди „Оскар“ (81-ва церемония)
Осемдесет и първата церемония по връчване на филмовите награди „Оскар“ се провежда на 22 февруари 2009 г. в Кодак Тиътър в Лос Анджелис. Номинациите са обявени на 22 януари същата година.

## Награди
| Най-добър филм | Най-добър режисьор |
| --- | --- |
| - Беднякът милионер - Странният случай с Бенджамин Бътън - Фрост/Никсън - Милк - Четецът                                                                           | - Дани Бойл – Беднякът милионер - Стивън Долдри – Четецът - Дейвид Финчър – Странният случай с Бенджамин Бътън - Рон Хауърд – Фрост/Никсън - Гас Ван Сант – Милк                        |
| Най-добра мъжка роля | Най-добра женска роля |
| - Шон Пен – Милк - Ричард Дженкинс – The Visitor - Франк Лангела – Фрост/Никсън - Брад Пит – Странният случай с Бенджамин Бътън - Мики Рурк – Кечистът             | - Кейт Уинслет – Четецът - Ан Хатауей – Рейчъл се омъжва - Анджелина Джоли – Подмяната - Мелиса Лео – Frozen River - Мерил Стрийп – Съмнения                                            |
| Най-добра поддържаща мъжка роля | Най-добра поддържаща женска роля |
| - Хийт Леджър – Черният рицар - Джош Бролин – Милк - Робърт Дауни Джуниър – Тропическа буря - Филип Сиймур Хофман – Съмнения - Майкъл Шанън – Пътят на промените   | - Пенелопе Крус – Вики Кристина Барселона - Ейми Адамс – Съмнения - Вайола Дейвис – Съмнения - Тараджи Хенсън – Странният случай с Бенджамин Бътън - Мариса Томей – Кечистът            |
| Най-добър оригинален сценарий | Най-добър адаптиран сценарий |
| - Милк – Дъстин Ланс Блек - Frozen River – Кортни Хънт - Напълно безгрижна – Майк Лий - В Брюж – Мартин Макдона - УОЛ-И – Андрю Стантън, Джон Риърдън и Пит Доктър | - Беднякът милионер – Саймън Бофой - Странният случай с Бенджамин Бътън – Ерик Рот и Робин Суикорд - Съмнения – Джон Патрик Шанли - Фрост/Никсън – Питър Морган - Четецът – Дейвид Хеър |
| Най-добра анимация | Най-добър чуждоезичен филм |
| - УОЛ-И - Гръм - Кунг-фу панда | - Departure (Япония) - Валс с Башир (Израел) - Revanche (Австрия) - В класната стая (Франция) - The Baader Meinhof Complex (Германия)                                                   |

## Множество номинации
| Заглавие на български              | Оригинално заглавие                 | Номинации | Награди |
| ---------------------------------- | ----------------------------------- | --------- | ------- |
| Странният случай с Бенджамин Бътън | The Curious Case of Benjamin Button | 13        | 3       |
| Беднякът милионер                  | Slumdog Millionaire                 | 10        | 8       |
| Черният рицар                      | The Dark Knight                     | 8         | 2       |
| Милк                               | Milk                                | 8         | 2       |
| УОЛ-И                              | WALL-E                              | 6         | 1       |
| Съмнения                           | Doubt                               | 5         | —       |
| Фрост/Никсън                       | Frost/Nixon                         | 5         | —       |
| Четецът                            | The Reader                          | 5         | 1       |
| Подмяната                          | Changeling                          | 3         | —       |
| Пътят на промените                 | Revolutionary Road                  | 3         | —       |
| Херцогинята                        | The Duchess                         | 2         | 1       |
|                                    | Frozen River                        | 2         | —       |
| Железният човек                    | Iron Man                            | 2         | —       |
| Неуловим                           | Wanted                              | 2         | —       |
| Кечистът                           | The Wrestler                        | 2         | —       |